# Ishii Kenta
Ishii Kenta (石井健太 Ishii Kenta, sinh ngày 8 tháng 12 năm 1987 ở Shizuoka) là một cầu thủ bóng đá người Nhật Bản thi đấu cho Kamatamare Sanuki.

## Thống kê câu lạc bộ
Cập nhật đến ngày 23 tháng 2 năm 2018.
| Thành tích câu lạc bộ | Thành tích câu lạc bộ | Thành tích câu lạc bộ | Giải vô địch | Giải vô địch | Cúp                   | Cúp                   | Tổng cộng | Tổng cộng |
| Mùa giải              | Câu lạc bộ            | Giải vô địch          | Số trận      | Bàn thắng    | Số trận               | Bàn thắng             | Số trận   | Bàn thắng |
| Nhật Bản              | Nhật Bản              | Nhật Bản              | Giải vô địch | Giải vô địch | Cúp Hoàng đế Nhật Bản | Cúp Hoàng đế Nhật Bản | Tổng cộng | Tổng cộng |
| --------------------- | --------------------- | --------------------- | ------------ | ------------ | --------------------- | --------------------- | --------- | --------- |
| 2010                  | Honda Lock SC         | JFL                   | 19           | 0            | 0                     | 0                     | 19        | 0         |
| 2011                  | Honda Lock SC         | JFL                   | 19           | 0            | 0                     | 0                     | 19        | 0         |
| 2012                  | Honda Lock SC         | JFL                   | 15           | 0            | –                     | –                     | 15        | 0         |
| 2013                  | Kamatamare Sanuki     | JFL                   | 0            | 0            | 1                     | 0                     | 1         | 0         |
| 2014                  | Kamatamare Sanuki     | J2 League             | 5            | 0            | 0                     | 0                     | 5         | 0         |
| 2015                  | Kamatamare Sanuki     | J2 League             | 0            | 0            | 0                     | 0                     | 0         | 0         |
| 2016                  | Kamatamare Sanuki     | J2 League             | 0            | 0            | 0                     | 0                     | 0         | 0         |
| 2017                  | Tegevajaro Miyazaki   | JRL (Kyushu)          | 20           | 0            | –                     | –                     | 20        | 0         |
| Tổng cộng sự nghiệp   | Tổng cộng sự nghiệp   | Tổng cộng sự nghiệp   | 78           | 0            | 1                     | 0                     | 79        | 0         |